# 東部上北広域農道
東部上北広域農道（とうぶかみきたこういきのうどう）は、青森県三沢市庭構地区から上北郡おいらせ町高田地区に至る広域農道である。

## 概要
通称、浜街道と呼ばれている。
全線を通じて田園風景が広がる道路だが、三沢市新森地区、大津地区、前平地区では住宅が立ち並んでいる。また、おいらせ町内では八戸地域広域市町村圏事務組合おいらせ消防署が沿線に、付近にイオンモール下田や下田百石ICがある。

## 地理

### 交差する道路
- 青森県道170号天ケ森三沢線
- 青森県道254号大町三沢線
- 青森県道8号八戸野辺地線
- 国道45号